# Afternoons in Utopia
Afternoons in Utopia är Alphavilles andra studioalbum, utgivet den 5 juni 1986. Albumet producerades av Colin Pearson och Wolfgang Loos. Albumet skiljer sig markant från föregångaren Forever Young då låtarna på Afternoons in Utopia är mer varierade, texterna tyngre och produktionen mer helgjuten. Frank Mertens lämnade bandet efter Forever Young och ersattes inför Afternoons in Utopia av Ricky Echolette. Echolette står dock omnämnd även på Forever Young men då under sitt riktiga namn, Wolfgang Neuhaus.

## Låtlista
1. "I.A.O." – 0:42
2. "Fantastic Dream" – 3:56
3. "Jerusalem" – 4:09
4. "Dance with Me" – 3:59
5. "Afternoons in Utopia" – 3:08
6. "Sensations" – 4:24
7. "20th Century" – 1:25
8. "The Voyager" – 4:37
9. "Carol Masters" – 4:32
10. "Universal Daddy" – 3:57
11. "Lassie Come Home" – 6:59
12. "Red Rose" – 4:05
13. "Lady Bright" – 0:43